# Maximilian Norbert von Kolowrat-Krakowsky

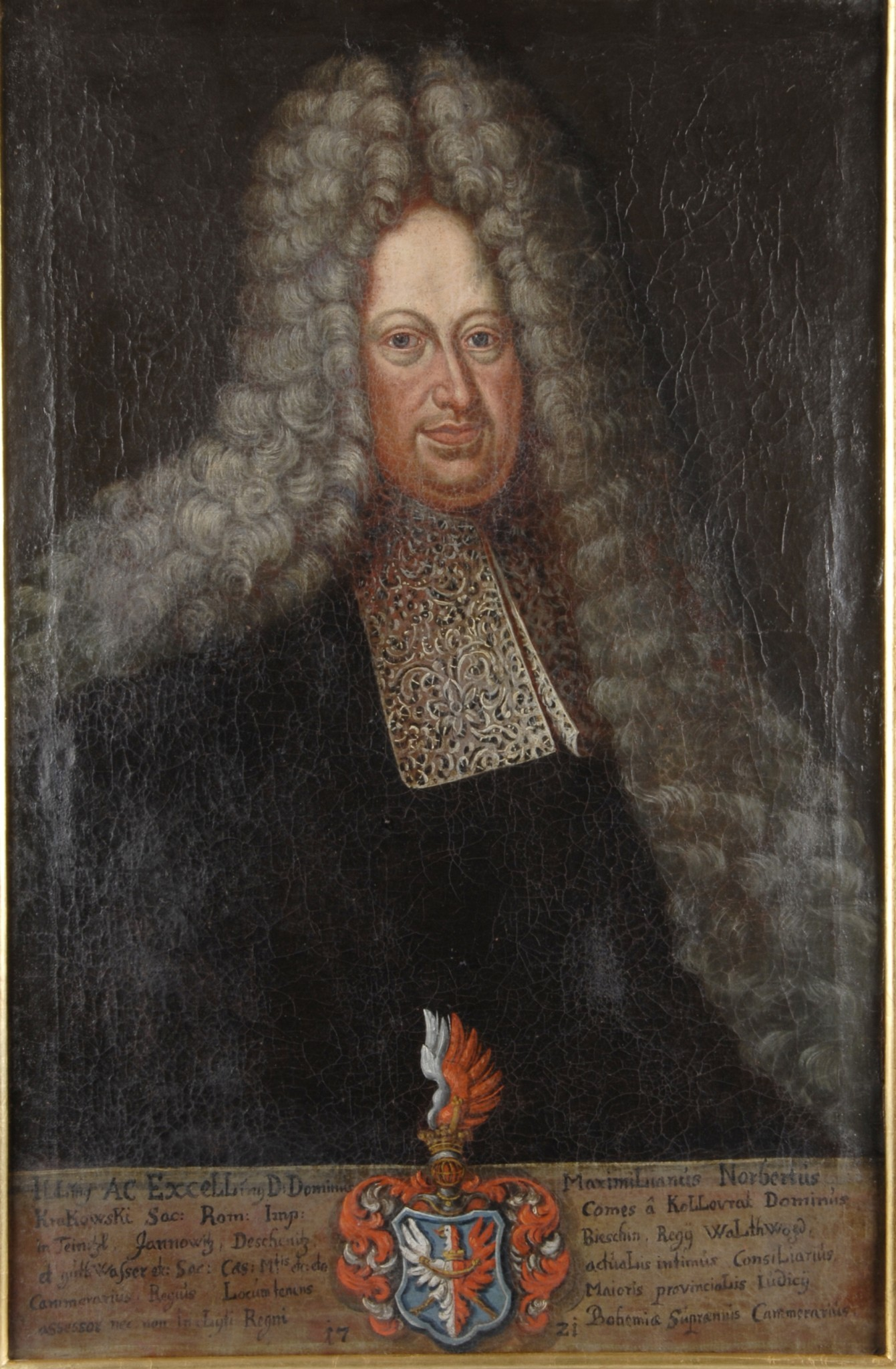
Maximilian Norbert von Kolowrat-Krakowsky

Maximilian Norbert Krakowsky Reichsgraf von Kolowrat (* 14. Juni 1660; † 25. Mai 1721) war ein böhmischer Adliger, Oberstlandkämmerer, Wirklicher Geheimer Rat, Appellationsgerichtspräsident in Böhmen und Statthalter von Prag. 

## Leben
Er war der Sohn des Oberstlandhofmeisters Wilhelm Albrecht Krakowsky Reichsgraf von Kolowrat und dessen dritte Ehefrau Marie Elisabeth geb. Liebsteinsky von Kolowrat. 1674 wurde sein Vater in den erblichen Reichsgrafenstand erhoben. Maximilian Norbert diente unter Kaiser Leopold I., Kaiser Joseph I. und Kaiser Karl VI. als Wirklicher Geheimer Rat, Oberstlandkämmerer und Ober-Appellationsgerichtspräsident des Königreichs Böhmen. Von seinem Vater erbte er die Fideikommiss-Herrschaften Teinitzel und Bieschin, inkl. den später zur Herrschaft Bistritz gehörenden Güter Janowitz, Deschenitz und Opalka. Maximilian Norbert starb 1721. Seine Grabstätte befindet sich im Prager Kapuzinerkloster. Erbe war sein Sohn Johann Joseph von Kolowrat-Krakowsky, darauf Emanuel von Kolowrat-Krakowsky.

## Familie
Maximilian Norbert von Kolowrat-Krakowsky heiratete in erster Ehe am 3. August 1687 Maria Barbara Elisabeth Gräfin von Würben († 1. März 1712) und in zweiter Ehe am 30. August 1713 Maria Anna Theresia Freiin von Stein, Obersthofmeisterin. Seine Kinder waren: 
- Johann Joseph von Kolowrat-Krakowsky (1692–1766), kaiserlicher Diplomat
- Franz Norbert von Kolowrat-Krakowsky (1697–1731), Rittmeister
- Emanuel Wenzel von Kolowrat-Krakowsky (1700–1769), General und Großprior
- Maria Anna Franziska von Kolowrat-Krakowsky (1717–1762), heiratete Heinrich von Brühl